# Julienne Dantier
Pour les articles homonymes, voir Rieger.
Julienne Dantier, née Julienne Rieger le 25 janvier 1814 à Metz et morte le 2 mai 1890 à Noyon, est directrice d'un pensionnat de jeunes filles décrit en 1858 comme « l'une des principales institutions pour filles de Paris » et inspectrice générale de l'Instruction publique.
Elle mène une brillante carrière comme membre de la commission de surveillance de la Seine et comme déléguée générale pour les salles d'asile, futures écoles maternelles.

## Biographie

### Origines et éducation
Le 30 mai 1794 (11 prairial an II) à Laon, Jean Michel Rieger, brigadier-fourrier au 4e régiment de Hussards en quartier à Laon, né le 14 mai 1775 à Landau in der Pfalz dans le royaume de Prusse (actuelle Allemagne),, épouse Sophie Geneviève François, fille de Pierre Joseph François, cirier à Condé-sur-l'Escaut, née le 14 août 1775. Ils ont au moins 5 enfants :
- Jacques Michel Victor Rieger, né le 14 octobre 1794 (23 vendémiaire an III) à Laon[5]. Il est père d'un enfant naturel reconnu, Victor Rieger, né à Saint-Mihiel dans la Meuse, mort à l'âge de 2 ans et 8 mois au domicile de sa mère Anne Noël le 16 juillet 1824 aussi à Saint-Mihiel[6]. Maréchal des logis, chef du premier escadron du train d'artillerie en garnison à Strasbourg, il y meurt le 29 décembre 1828 à l'âge de 34 ans[7],[8].
- Jeanne Odile (Voilia ?) Kempis Rieger, née le 18 juillet 1798 à Coblence en Prusse[9]. Elle épouse Pierre Isidore Anquetin le 20 septembre 1831 à Paris, paroisse Sainte-Eustache[10],[11],[12]. Lingère, elle meurt en son domicile du 6, rue Saint Germain-l'Auxerrois le 28 juillet 1843 à 45 ans[13].
- Charles Auguste Rieger, né le 23 juillet 1800 à Basadingen-Schlattingen en Suisse[14].
- Jean Baptiste Adolphe Rieger, né le 1er septembre 1804 à Paris[15]. Compositeur, il meurt célibataire en son domicile du 41, rue de la Bûcherie à Paris le 11 octobre 1832 à l'âge de 29 ans[16].
- Julienne (Marie Alexandrine Anne Sophie Rieger[17]), née le 25 janvier 1814 à Metz[2],[18].

Le 23 août 1808, Jean Michel Rieger est fait chevalier de la Légion d'honneur en sa qualité de capitaine instructeur au 2e régiment des gardes d'honneur. Cela permet à Julienne Rieger d'être élève de la maison impériale de la Légion d'honneur. Elle considère que l'éducation qu'elle reçoit conditionne grandement son succès futur,.
La mort prématurée de Jean Michel Rieger, alors capitaine en demi-solde, le 4 juillet 1818 au Val de Grâce prive ses enfants de fortune.

### Mariage
Le 25 septembre 1845, Julienne Rieger épouse dans l'ancien premier arrondissement de Paris Henri Alphonse Dantier,, professeur d'histoire et auteur de travaux historiques né le 25 avril 1810 à Noyon. Il est le fils de François Marie Dantier et de Catherine Caroline Henriette Duprez. Julienne Rieger est alors assistante d'une école parisienne, Henri Alphonse Dantier a déjà enseigné la littérature et l'histoire dans plusieurs pensionnats parisiens.
Henri Alphonse est le fils d'un huissier de Noyon. Après des études au Petit-Séminaire de Noyon puis au lycée Louis-le-Grand à Paris, il abandonne ses études de droit pour l'histoire. Il enseigne notamment l'histoire à l'école polonaise de Paris. En 1840, il est membre correspondant du ministère de l'Instruction publique pour les travaux historiques. En 1845, il publie Description monumentale et historique de l'église Notre-Dame de Noyon précédée d'une étude intitulée « Coup d’œil sur l'art chrétien ». En 1852, il publie une Histoire du Moyen-Age à l'usage des établissements d'instruction publique. Le ministère de l'Instruction publique lui confie cinq missions qui le mènent en Italie, en Suisse, en Belgique, en Allemagne et en Angleterre. Il collabore à la Revue Contemporaine, à la Revue Européenne, au Moniteur et au Correspondant.

### Carrière

#### Maîtresse de pension
Julienne Rieger obtient le brevet supérieur et le certificat d'aptitude à la direction des salles d'asile (des écoles maternelles).
En 1847, Julienne et Henri Dantier sont installés dans une école quai de Billy (aujourd'hui avenue de New-York), probablement dans la même institution dans laquelle elle avait été sous-maîtresse,,.
Juliette Dantier est maîtresse de pension de 1847 à 1854 puis directrice d'une institution de jeunes filles à Paris.

#### Déléguée pour les salles d'asile
Le 11 juillet 1855, Julienne Dantier est nommée déléguée spéciale pour les salles d'asile de l'académie de Besançon. En cette qualité, elle est chargée des enquêtes sur la moralité et l'instruction des candidates au cours pratique des salles d'asile. Le préfet de la Seine Georges Eugène Haussmann écrit que Julienne Dantier présente toutes les qualités pour cette fonction : l'usage du monde, le savoir, la distinction dans le langage et dans les manières,.
En 1858, Julienne Dantier est membre de la commission de surveillance de la Seine.
En 1867, Julienne Dantier est chargé des fonctions de déléguée générale pour les salles d'asile. Le 1er octobre 1869, Julienne Dantier est nommée déléguée titulaire en remplacement de Mme Judith Cauchois-Lemaire. Plusieurs lettres appuient sa nomination : « C'est une femme très distinguée par l'esprit et le caractère, ayant une instruction très développée et une grande expérience des salles d'asile »,.
Les archives professionnelles de Julienne Dantier attestent : « Ont été retrouvés, d'une part, deux rapports rédigés en 1856 et 1857 concernant les salles d'asile de l'académie de Besançon, d'autre part, vingt-cinq rapports établis entre 1868 et 1876. Ces derniers, correspondant à la période d'activité de déléguée générale, couvrent un champ d'action plus dispersé. En six années, elle parcourt treize académies parmi lesquelles plus particulièrement celles de Poitiers et de Besançon »,.

### Dernières années et mort
En 1871, en exécution du traité du 10 mai 1871, Julienne Dantier fait partie des Alsaciens et des Lorrains qui optent pour la nationalité française.
Le 4 mars 1879, Julienne Dantier est admise à la retraite avec le titre de déléguée générale honoraire. Elle est remplacée par Mme Dillon. Le couple Dantier se retire à Noyon où Henri Alphonse Dantier participe à la vie locale : en 1863, il convainc la municipalité d'acheter l'ancien évêché pour y installer une bibliothèque, un musée et un jardin botanique. Il est fait officier d'académie en 1870 et chevalier de la Légion d'honneur le 9 février 1876 par le ministère de l'Instruction publique,.
Immobilisé par la maladie depuis 1865, Henri Alphonse Dantier meurt le 3 septembre 1885 dans son domicile rue des deux Bornes à Noyon à l'âge de 75 ans. Il lègue ses livres à la bibliothèque de la ville.
Julienne Dantier meurt à l'âge de 76 ans le 2 mai 1890 à Noyon. Elle est décrite inspectrice générale honoraire de l'Instruction publique. Elle est enterrée au rang 125, emplacement 5 du cimetière de la rue de Lille, auprès de son mari.